# Muzeul Județean de Științele Naturii „Prahova”
Motto: „Pamantul nu este o mostenire de la parinti, ci un împrumut de la copiii nostri” (Proverb al indienilor americani)
Muzeul Județean de Științele Naturii Prahova este un muzeu județean din Ploiești, amplasat în Str. Erou Călin Cătălin nr. 1. 
În 1956, prin grija profesorului emerit Margareta Moșneaga, ia ființă la Ploiești un prim muzeu de științele naturii, întocmit pe principii dioramatice, ce prezenta flora și fauna zonei, precum și o secție de evoluționism. 
A fost odată” …..
Așa încep poveștile și asa a început și povestea Muzeului de Științele Naturii din Ploiești, când în urma deciziei nr. 1671 din 14 februarie 1956, lua naștere Muzeul Regional de Științele Naturii. 
Muzeul funcționa în incinta cladirii Palatului Culturii din Ploiești care a fost construită în anul 1923, iar la cârma lui se afla prof. emerit Margareta Moșneaga, care a pus bazele primelor colecții. 
Realizat pe principii dioramatice impuse de acea perioadă, erau prezentate flora și fauna zonei și o sectie de evoluționism.
Înca din acea perioadă, profesoara Margareta Moșneaga afirmă la vârsta de 60 de ani că: “Cu tinerețea dioramelor mele mă simt și eu tânara”, și probabil așa era, deoarece a reușit să strânga în jurul muzeului numeroși tineri, “prietenii muzeului”, elevi dornici de a-și completa cunoștințele de la clasa.
Ulterior muzeul a fost refăcut în 1977 cu o noua tematică de biologie umana (Muzeul Omului) sub îndrumarea d-nei Zoe Stoicescu Apostolache și a colectivului de muzeografi ai timpului.
În 30 decembrie 1958 s-a deschis acvariul care era format din 14 bazine mari și 10 bazine mici unde erau expuși pești indigeni din fauna regională, dar și specii exotice din diferite părți ale lumii.
În 1972 este inaugurat Muzeul din Cheia “ Natura Văii Superioare a Teleajenului”, unde erau expuse elemente de floră și faună, rarități și endemisme din zonă, precum și date și aspecte cinegetice, probleme de ocrotire și de economie naturală a zonei.
În 19 august 1973 în parcul din Sinaia s-a deschis expoziția “Rezervația Bucegi”, unde erau prezentate plante rare și ocrotite, flora și fauna Masivului Bucegi.
În 30 august 1978 se deschide la Slanic “Muzeul Sării” care ilustra formarea zăcamintelor de sare dar și viețuitoarele din zona Slănicului.
In 2009 încep lucrările la Gradina Botanica Bucov, secție aflată la aproximativ 6 km de Ploiesti. Atracțiile grădinii sunt o fântână arteziană in forma de piramida, colecția de iriși, rosarium, sera ce va adăposti colecția de plante tropicale....și multe altele ce rămân a fi descoperite.
Astazi muzeul reunește un numar de 9 secții muzeale care cunosc o evoluție ascendentă sub atenta îndrumare a prof. Dr. Emilia Iancu Elena, care în permanență a cautat să mențina vie amprenta pe care inițiatorii muzeului au dorit-o, dar totodată informația oferită să fie țn concordanță cu cerințele muzeografiei contemporane. Aceasta implică și mobilizarea eforturilor în vederea 
pregătirii specialiștilor în domeniile muzeografiei și conservării.
Dacă inițial activitatea de muzeu se realiza de un personal restrâns care efectua atât activitate de cercetare și valorificare a patrimoniului muzeal cât și activitate de conservare, odată cu dezvoltarea secțiilor muzeale cât și a patrimoniului a devenit necesară creșterea numarului de specialiști și s-au putut departaja clar atribuțiile muzeografului și cele ale conservatorului dar si al altor specialități cum ar fi informaticieni, economiștii, graficienii etc.
Înființat pe 30 decembrie în anul 1956 și aflat de atunci într-un continu proces de extindere și modernizare, MUZEUL JUDEȚEAN DE ȘTIINȚELE NATURII PRAHOVA se prezintă astăzi ca o importantă instituție cultural-științifică și educativă a județului, fiind recunoscută, de altfel, pe plan național, ca unul dintre cele mai serioase și mai prestigioase centre de acest profil din România si ca "Muzeu Scoala". Activitatea expozițională și lucrul direct cu publicul se desfășoară în noua secții, fiecare cu o identitate bine conturată, din punct de vedere al tematicii științifice și al funcționalității cultural-educative, având, în același timp, și o judicioasă repartizare teritorială, fiind amplasate atât în reședința județului, cât și în trei zone geografice cu o deosebită semnificație culturală și turistică:
MUZEUL OMULUI și ACVARIUL – Ploiești, în Palatul Culturii,
MUZEUL PETROLULUI - Ploiesti
GRADINA BOTANICA - BUCOV
MUZEUL REZERVAȚIEI NATURALE BUCEGI – Sinaia,
MUZEUL SĂRII – Slănic,
MUZEUL “FLORI DE MINĂ” – Cheia,
MUZEUL DE ANTROPOLOGIE “FR. I.RAINER” – Cheia,
MUZEUL “NATURA VĂII TELEAJENULUI” – Vălenii de Munte.